# باول جوزيف نارديني
باول جوزيف نارديني (بالألمانية: Paul Josef Nardini)‏ هو قسيس مسيحي ألماني، ولد في 25 يوليو 1821 في غيرمرسهايم في ألمانيا، وتوفي في 27 يناير 1862 في بيرمازنز في ألمانيا بسبب ذات الرئة.